# CWA Heavyweight Championship
El CWA Heavyweight Championship o Campeonato de los Pesos Pesados de la CWA fue el título con mayor importancia dentro de la promoción de lucha libre Continental Wrestling Association. Fue creado y unificado con el NWA Mid-America Heavyweight Championship, AWA Southern Heavyweight y AWA International Heavyweight Championship.

## Lista de campeones
| Campeón:                     | Reinado:          | Fecha:                   | Lugar:             | Notas: |
| ---------------------------- | ----------------- | ------------------------ | ------------------ | --- |
| CWA Heavyweight Championship |                   |                          |                    | |
| Jerry Lawler                 | 1                 | 7 de diciembre de 1987   | Memphis, Tennessee | Jerry Lawler salió campeón con el AWA Southern Heavyweight Championship (lo ganó el 21 de noviembre de 1987, derrotando a Bobby Jaggers en Memphis), derrotó a Jeff Jarrett ganando el NWA Mid-America Heavyweight Championship y a Manny Fernandez ganando el AWA International Heavyweight Championship unificando los tres campeonatos, creando este nuevo. |
| Max Pain                     | 1                 | 8 de febrero de 1988     | Memphis, Tennessee | |
| Brickhouse Brown             | 1                 | 23 de mayo de 1988       | Memphis, Tennessee | Ganó el campeonato por abandono. |
| Max Pain                     | 2                 | 27 de junio de 1988      | Memphis, Tennessee | |
| Phil Hickerson               | 1                 | 3 de julio de 1988       | Memphis, Tennessee | |
| Título vacante               | Título vacante    | 14 de noviembre de 1988  | Memphis, Tennessee | Los campeonatos quedaron vacantes luego de una lucha con Brian Lee. |
| Brian Lee                    | 1                 | 18 de noviembre de 1988  | Memphis, Tennessee | Derrotó a Mike Miller en la final de un torneo. |
| Sid Vicious                  | 1                 | 10 de diciembre de 1988  | Memphis, Tennessee | |
| Wendell Cooley               | 1                 | 9 de enero de 1989       | Memphis, Tennessee | |
| Dutch Mantel                 | 1                 | enero de 1989            |                    | Mantel fue coronado como campeón luego que Cooley abandonara la promoción. |
| Jeff Jarrett                 | 1                 | 20 de marzo de 1989      | Memphis, Tennessee | |
| Black Bart                   | 1                 | 26 de junio de 1989      | Memphis, Tennessee | |
| Texas Dirt (Dutch Mantel)    | 2                 | 4 de septiembre de 1989  | Memphis, Tennessee | |
| Black Bart                   | 2                 | 11 de septiembre de 1989 | Memphis, Tennessee | |
| Texas Dirt                   | 3                 | 18 de septiembre de 1989 | Memphis, Tennessee | |
| Título vacante               | Título vacante    | septiembre de 1989       |                    | |
| Título abandonado            | Título abandonado | octubre de 1989          |                    | El campeonato fue abandonado y reemplazado por el USWA Southern Heavyweight Championship. |